# Juanma Cruz
Juan Manuel Cruz Fernández (Cádiz, 9 de mayo de 1977) más conocido como Juanma Cruz, es un exfutbolista español y entrenador español. Actualmente es entrenador del Cádiz Club de Fútbol Mirandilla de la Segunda Federación.

## Trayectoria

### Como futbolista
Se formó en la cantera del Cádiz Club de Fútbol con el que llegó a jugar en la Segunda División B de España desde 1999 a 2002. Más tarde, formaría parte de otros equipos de la misma categoría como CP Cacereño, CE Sabadell, UE Lleida, Orihuela Club de Fútbol, UDA Gramanet, Lucena Club de Fútbol y Algeciras Club de Fútbol en Tercera División.
En 2013 colgaría las botas como jugador en el Puerto Real Club de Fútbol de la Primera Andaluza, para comenzar su carrera como entrenador.

### Como entrenador
En 2014, se convierte en entrenador del Cádiz 1812 C.F. de la Cuarta Andaluza y más tarde, regresaría al Puerto Real Club de Fútbol para ser entrenador de su equipo en la Segunda Andaluza.
Tras pasar por el Balón de Cádiz C.F., en 2021 firma por el Cádiz C.F. para dirigir a su equipo infantil.
En la temporada 2022-23, se hace cargo del Balón de Cádiz C.F. de Liga Nacional Juvenil y en la temporada siguiente se hace cargo del juvenil "A" del Cádiz C.F. en División de Honor, con el que logra cuarto puesto en el Grupo IV de la División de Honor Juvenil y alcanza los octavos de final de la Copa del Rey.
El 12 de julio de 2024, es nombrado entrenador del Cádiz Club de Fútbol Mirandilla de la Segunda Federación.

## Clubes

### Como jugador
| Club                           | País   | Año       |
| ------------------------------ | ------ | --------- |
| Cádiz Club de Fútbol           | España | 1999-2002 |
| Guadix Club de Fútbol (Cedido) | España | 2000      |
| CP Cacereño                    | España | 2002-2003 |
| Novelda Club de Fútbol         | España | 2003-2004 |
| CE Sabadell                    | España | 2004-2005 |
| UE Lleida                      | España | 2005-2006 |
| Orihuela Club de Fútbol        | España | 2006-2008 |
| UDA Gramanet                   | España | 2008-2009 |
| Lucena Club de Fútbol          | España | 2009-2010 |
| Algeciras Club de Fútbol       | España | 2010-2011 |
| Puerto Real Club de Fútbol     | España | 2011-2013 |

### Como entrenador
| Club                                       | País   | Año             |
| ------------------------------------------ | ------ | --------------- |
| Cádiz 1812 C.F.                            | España | 2014-2015       |
| Puerto Real Club de Fútbol                 | España | 2015-2018       |
| Balón de Cádiz C.F.                        | España | 2018-2021       |
| Cádiz Club de Fútbol Categorías inferiores | España | 2021-2022       |
| Balón de Cádiz C.F. Juvenil                | España | 2022-2023       |
| Cádiz Club de Fútbol Juvenil               | España | 2023-2024       |
| Cádiz Club de Fútbol Mirandilla            | España | 2024-actualidad |